# Мочуди Сентр Чифс
«Мочуди Сенте Чифc» (Mochudi Centre Chiefs Sporting Club) — ботсванский футбольный клуб. Основан в 1972 году. Четыре раза становился чемпионом страны, участник кубка КАФ. Действующий чемпион страны. Прозвище: "законники", "силовики".

## История
Клуб был образован в 1972 году под названием "Магоса, Маапаранкве", за командой закрепилось прозвище "Chiefs". Она была сформирована некоторыми представителями рода старейшин Мочуди, которые учились в Начальной школе леди Митчинсон.
Клуб четыре раза побеждал в национальном чемпионате. Впервые Мочуди Сентр завоевали чемпионский титул в 2008 году, при этом не поиграв ни одного матча, а в 2012, 2013, 2015 и 2016 годах команде снова удалось защитить этот титул. Мочути победил в Кубке БФА в 2008 году, а также ещё несколько раз выходил в финал этого турнира.
Льюис Тлхове был первым игроком клуба, который поехал в Южную Африку к Джейд Ист Дайнамоз Машин. Ноа Мапоза и Понтшо Молои отправились в Бэй Юнайтед, а Диранг Моло и другие перешли к Васко Да Гама, в то время как Джером Раматлхаквана, Джоэл Могороси, Галегве Мояна, Мапа Молои и другие отправились выступать в клубы из Демократической Республики Конго.
Команда несколько раз выступала в Лиге чемпионов КАФ и играла с клубами уровня ТП Мазембе.

## Достижения
- Чемпионат Ботсваны:
  - Чемпион (5): 2008, 2012, 2013, 2015, 2016
  - Серебряный призёр (4): 2006–07, 2008–09, 2009–10, 2010–11
- FA Challenge Cup (Ботсвана):
  - Обладатель (2): 1991, 2008
  - Финалист (2): 2010, 2012
- Orange Kabelano Charity Cup:
  - Обладатель (3): 1997, 2005, 2008.

## Спонсоры
- Huawei
- Дума ФМ
- Вега
- Adidas

## Статистика выступлений на континентальных первенствах
| Сезон | Турнир                       | Раунд           | Клуб                  | Дома  | На выезде | Итог  |
| ----- | ---------------------------- | --------------- | --------------------- | ----- | --------- | ----- |
| 1992  | Кубок обладателей кубков КАФ | 1               | Пауэр Дайнамоз        | 0-2   | 0-4       | 0-6   |
| 1997  | Кубок КАФ                    | 1               | Умтата Бакч           | т.п.1 | т.п.1     | т.п.1 |
| 1997  | Кубок КАФ                    | 2               | ДСА Антананариву      | 1-2   | 1-2       | 2-4   |
| 2000  | Кубок КАФ                    | 1               | Мтибва Шугэр          | 0-3   | 1-2       | 1-5   |
| 2013  | Лига чемпионов КАФ           | Предварительный | Машакене              | 1-0   | 1-0       | 2-0   |
| 2013  | Лига чемпионов КАФ           | 1               | ТП Мазембе            | 0-1   | 0-6       | 0-7   |
| 2014  | Лига чемпионов КАФ           | Предварительный | Дайнамоз              | 1-1   | 0-3       | 1-4   |
| 2016  | Лига чемпионов КАФ           | Предварительный | Ферровиариу ди Мапуту | т.п.2 | т.п.2     | т.п.2 |

1- Умата Бакс покинул турнир.

2- Сентр Чифс покинул турнир.